# الملوك الثلاثة والأباطرة الخمسة
ثلاثة ملوك وخمسة أباطرة (بالصينية: 三皇五帝) كانوا مجموعة من الحكام شبه الأسطوريين وأبطال الثقافة الذين حكموا الصين القديمة في الفترة التي تتراوح تقريبًا ما بين 2852 قبل الميلاد و2070 قبل الميلاد. وقد سبقت هذه الحقبة أسرة شيا.
ورد في الأسطورة أن الملوك الثلاثة كانوا أنصاف آلهة استخدموا قدراتهم للمساعدة في خلق البشرية ومنحها المهارات والمعرفة الأساسية. وكان الأباطرة الخمسة حكماء مثاليين اتسموا بصفات رائعة.

## الاختلافات
استنادًا إلى المصدر، فإن هناك العديد من الاختلافات حول من ينبغي تصنيفهم باعتبارهم الملوك الآلهة الثلاثة أو الأباطرة الخمس. وتوجد حوالي ستة إلى سبعة اختلافات معروفة. ويرجع تاريخ كتابة العديد من المصادر المذكورة أدناه إلى أسر حاكمة متأخرة جدًا.
ومن ثم، فإن الملوك الثلاثة قد يكونون فوشي (伏羲) (بالإنجليزية: Fuxi) أو نوا (女媧媧) (بالإنجليزية: Nüwa) أو شينونج (神農) (بالإنجليزية: Shennong) أو سويرين (燧人) (بالإنجليزية: Suiren) أو حتى الإمبراطور الأصفر (黄帝) (بالإنجليزية: Yellow Emperor).

### الملوك الثلاثة
تحكي الأسطورة أن الملوك الثلاثة، معروفون أحيانًا باسم ملوك أوجوست الثلاثة، كانوا ملوكا آلهة أو أنصاف آلهة استعملوا قواهم السحرية لتحسين ظروف معيشة شعوبهم. ونظرًا لقدراتهم الخارقة، فقد عمّروا لسنوات طويلة وساد فترات حكمهم سلام عظيم. وتختلف الكتب التاريخية الصينية في تحديد شخصيات الملوك الثلاثة. يفترض أن الإمبراطور الأصفر هو الجد الأول لكل سلالة هواشيا. وقد شيد ضريح الإمبراطور الأصفر في مقاطعة شانكسي للاحتفال بأسطورة السلالة.
| وفقًا للمصدر | الملوك الثلاثة |
| --- | --- |
| سجلات المؤرخ العظيم (史記) (بالإنجليزية: Records of the Grand Historian)، إضافة سيما تشن (Sima Zhen)                                 | ملك السماء (天皇) وملك الأرض (地皇) وملك تايلاند (泰皇) أو فوشي (伏羲) ونوا (女媧) وشينونج (神農)                                                                    |
| سلالة الملك (帝王世系) (بالإنجليزية: Sovereign series)                                                                               | فوشي (伏羲) وشينونج (神農) والإمبراطور الأصفر (黃帝) |
| كتاب السلالات (世本) (بالإنجليزية: The book of Lineages)                                                                             | فوشي (伏羲) وشينونج (神農) والإمبراطور الأصفر (黃帝) |
| كتاب بيهو تونغي (白虎通義) (بالإنجليزية: Baihu Tongyi)                                                                               | (الاختلاف الأول) فوشي (伏羲) وشينونج (神農) وتشورونغ (祝融) (بالإنجليزية: Zhurong) (الاختلاف الثاني) فوشي (伏羲) وشينونج (神農) وسويرين (燧人) (بالإنجليزية: Suiren) |
| كتاب فينشو تونغي (風俗通皇霸) (بالإنجليزية: Fengsu TongYi)                                                                           | فوشي (伏羲) ونوا (女媧) وشينونج (神農) |
| موسوعة يوين ليجو (藝文類聚) (بالإنجليزية: Yiwen Leiju)                                                                               | ملك السماء (天皇) وملك الأرض (地皇) وملك البشر (人皇) |
| تونجان ويجي (通鑑外紀) (بالإنجليزية: Tongjian Waiji)                                                                                 | فوشي (伏羲) وشينونج (神農) وجونغ جونغ (共工) (بالإنجليزية: Gong Gong)                                                                                                |
| شانكوي ياندا شو (春秋運斗樞) (بالإنجليزية: Chunqiu yundou shu) شانكوي يوان مينغ باو (春秋元命苞) (بالإنجليزية: Chunqiu yuanming bao) | فوشي (伏羲) ونوا (女媧) وشينونج (神農) |
| شامشو باتشوان (尚書大傳) (بالإنجليزية: Shangshu dazhuan)                                                                             | فوشي (伏羲) وشينونج (神農) وسويرين (燧人) |
| دايوانج شيجي (帝王世紀) (بالإنجليزية: Diwang shiji)                                                                                  | فوشي (伏羲) وشينونج (神農) والإمبراطور الأصفر (黃帝) |

### الأباطرة الخمسة
| وفقًا للمصدر                                  | الأباطرة الخمسة |
| -------------------------------------------- | --- |
| سجلات المؤرخ العظيم (史記)                   | الإمبراطور الأصفر (黃帝) وتشوانسفي (顓頊) والإمبراطور كو (嚳) (بالإنجليزية: Emperor Ku) والإمبراطور ياو (堯) (بالإنجليزية: Emperor Yao) وشوين (舜) (بالإنجليزية: Shun) |
| سلالة الملك (帝王世紀)                       | شاو هاو (少昊) (بالإنجليزية: Shaohao) وتشوانسفي (顓頊) والإمبراطور كو (嚳) والإمبراطور ياو (堯) وشوين (舜)                                                             |
| كتاب التغييرات (易經) (بالإنجليزية: I Ching) | تاي هاو (太昊) (بالإنجليزية: Taihao) والإمبراطور يان (炎帝) (بالإنجليزية: Yan Emperor) والإمبراطور الأصفر (黃帝) والإمبراطور ياو (堯) وشوين (舜)                       |

## أسطورة الخلق
تتضمن أساطير الخلق الصينية عمومًا البطل بان قو (Pangu). تحكي الأسطورة أنه بعد وفاة بان قو، أصبحت عينه اليسرى الشمس وعينه اليمنى القمر. وتشكل الكون من أجزاء جسده المختلفة. وهناك أيضًا أسطورة شي الأربعة (四氏) الذين اشتركوا معًا في خلق الكون. والأفراد الأربعة هم ياتشاو-شي (有巢氏) (بالإنجليزية: Youchao) وسويرين-شي (燧人氏) وفوشي-شي (伏羲氏) وشينونج-شي (神農氏).

## التراث
تذكر الأسطورة أن هؤلاء الملوك شبه الأسطوريين ساعدوا في تعريف البشر باستخدام النار وعلموهم كيف يبنون المنازل واخترعوا الزراعة. ويعود الفضل في ابتكار ثقافة الحرير لزوجة الإمبراطور الأصفر. كما نجح هؤلاء الملوك في اكتشاف الطب وابتكار التقويم الميلادي والكتابة الصينية. وبعد هذه الحقبة، أسس يو العظيم (Yu the Great) أسرة شيا.

## معرض الصور

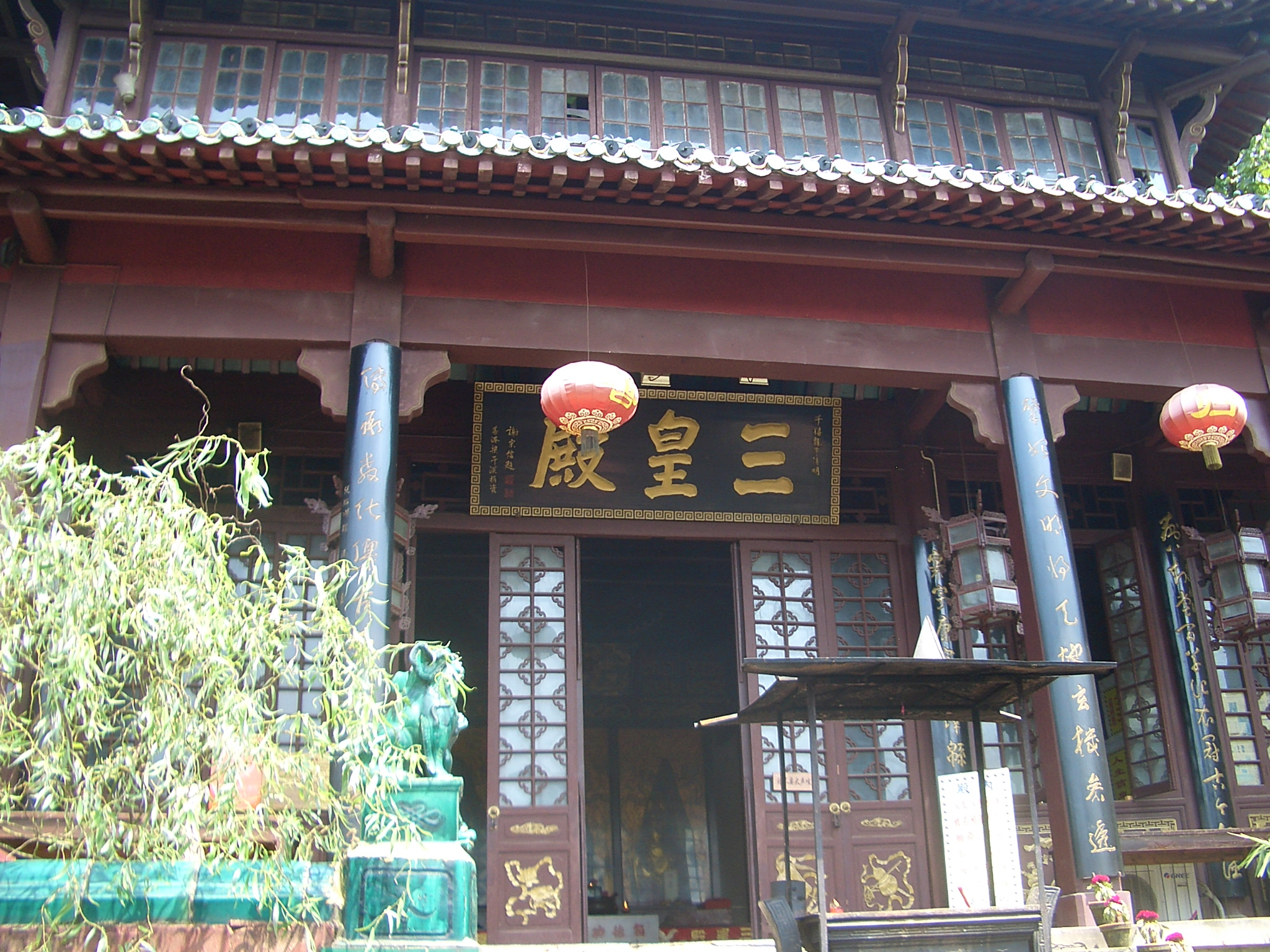
قاعة الملوك الثلاثة (三皇殿) في تشانغتشون سي، معبد الطاوية في مدينة ووهان
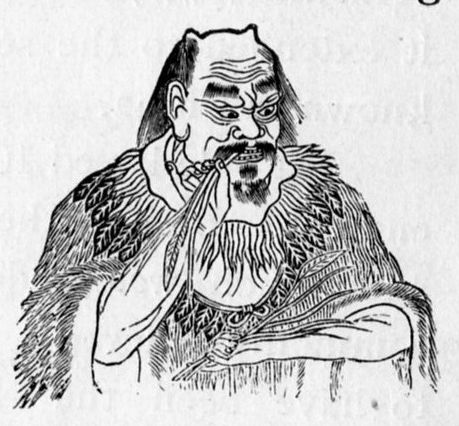
شينونج يتذوق الأعشاب ليستكشف خصائصها
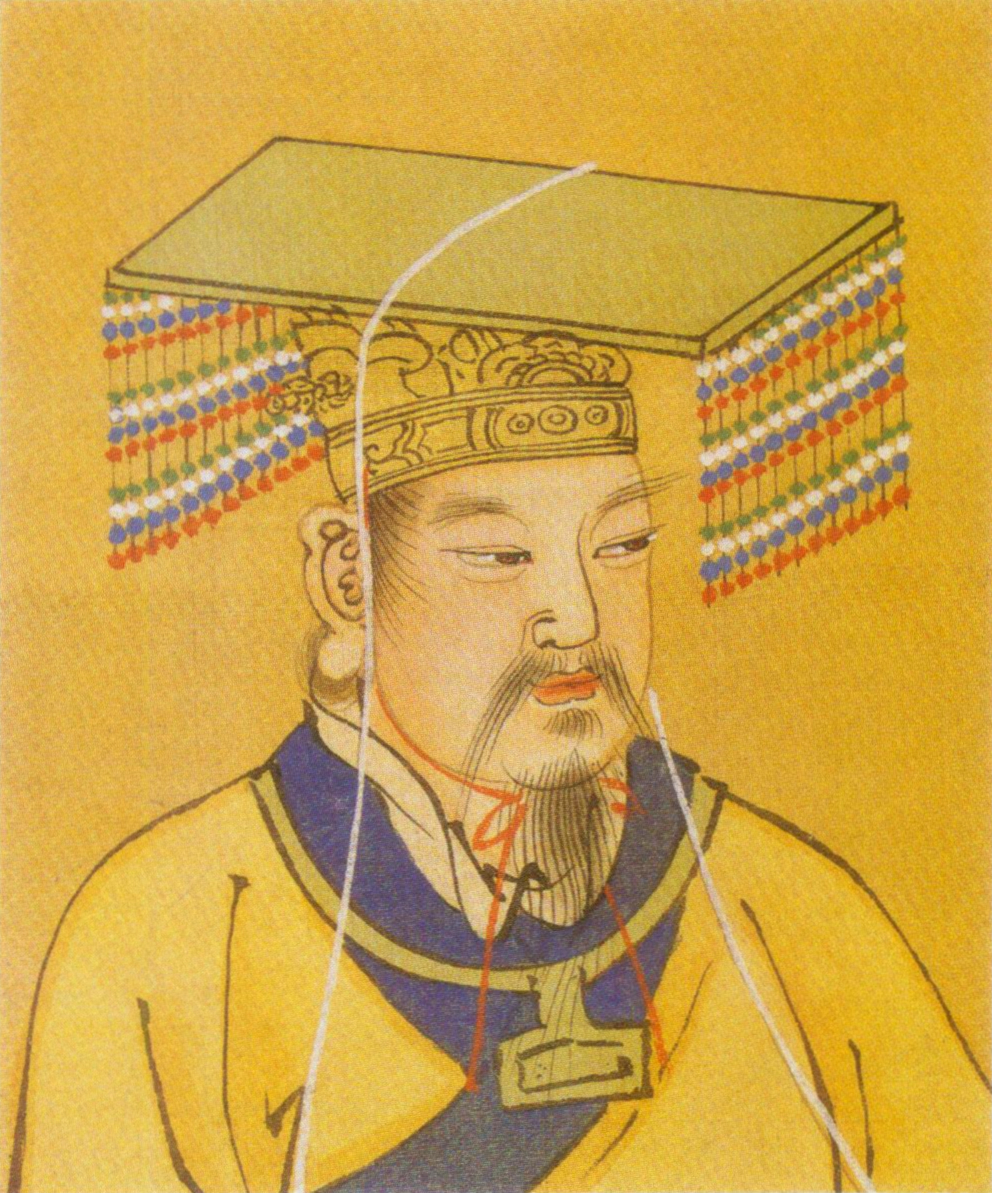
تصوير المؤرخ للإمبراطور الأصفر
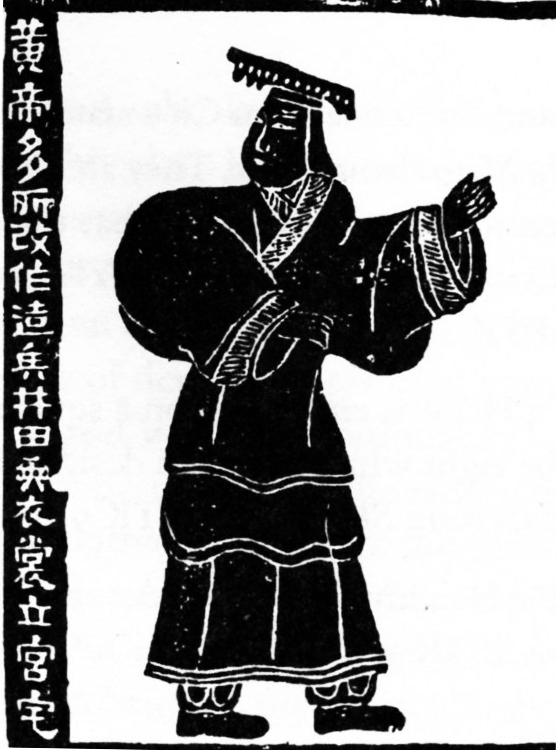
تصوير آخر للإمبراطور الأصفر
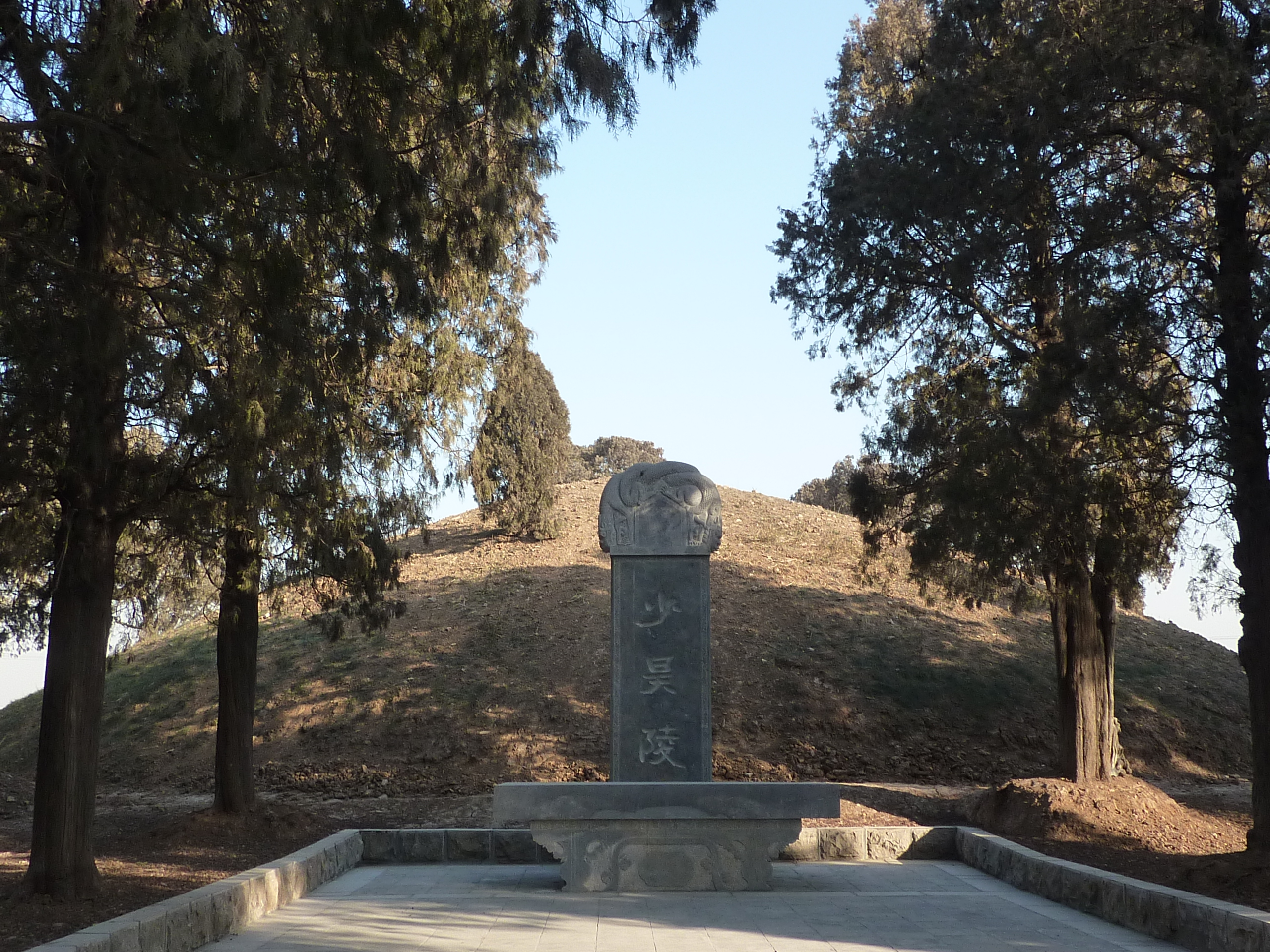
مقبرة شاو هاو بالقرب من معبد كوفو، مقاطعة شاندونغ